# SN 1006
Supernova de 1006
La supernova de 1006 (en abrégé, SN 1006) est une supernova qui a été observée sur Terre en l'an 1006, on l'appelle aussi Zhoubo de 1006 (terme d'astronomie chinoise pour désigner un nouvel évènement céleste).
Observée pendant 2 ans, il s'agit vraisemblablement de la supernova la plus brillante des temps historiques. Ce fut l'une des quatre supernovae qui ont pu être observées à l'œil nu au cours du précédent millénaire (en 1006, 1054, 1572 et 1604).

## Description
Sa magnitude apparente est difficile à estimer a posteriori, mais elle est plus fréquemment mentionnée dans les textes européens que la supernova de 1054, qui présentait pourtant des conditions d'observation nettement plus favorables depuis l'Europe. La luminosité apparente de SN 1006 était probablement très élevée. Sa magnitude apparente a parfois été estimée à -9, soit l'équivalent d'un quartier de Lune (plus de 60 fois la luminosité apparente de Vénus[réf. souhaitée]), mais la théorie des supernovas et le réexamen des textes historiques suggère qu'elle a plutôt été de l'ordre de -7,5. Cela en fait sans doute la seule étoile à l'exception du Soleil à avoir produit des ombres à la surface de la Terre (depuis au moins l'Antiquité).
Selon des chercheurs de l'université de Barcelone et de l'Institut d'astrophysique des Canaries, SN 1006 résulterait de la « collision de deux étoiles naines blanches, et non de l'explosion d'une naine blanche “gavée” de la matière d'une étoile géante voisine (une classique supernova de type Ia). »

## Observations historiques
La supernova a été observée pendant deux ans.
La supernova aurait été observée pour la première fois dans le sud-ouest de la péninsule Arabique (actuel Yémen) le 15 rajab 396 AH (17 ± 2 avril 1006 EC). Elle a surtout été observée à partir du 30 avril.
Selon les témoignages, pendant quelques jours, la brillance de la nouvelle étoile augmenta, devenant supérieure à celle de Vénus, et atteignant un éclat comparable « au quart de la pleine lune », donc visible en plein jour. Puis l'éclat se mit à diminuer, mais l'étoile resta observable pendant plus de deux ans.
Une multitude de textes crédibles relatent l'apparition et l'observation de cette étoile nouvelle en l'an 1006. Or, curieusement, elle n'est généralement attestée en Europe qu'en 1066, sauf dans le manuscrit Cod. Sang. 915 de l'abbaye de Saint-Gall, en Suisse. 
La date de 1066 coïncide avec l'année de la conquête de l'Angleterre par Guillaume de Normandie ; une telle étoile figure d'ailleurs sur la tapisserie de Bayeux qui relate cet évènement historique. Les supernovae de 1006 et 1054 étant récentes, celle de 1066 fut peut-être inventée pour fournir — a posteriori ou pas — un signe divin à l'entreprise de Guillaume le Conquérant. Néanmoins, d'après les témoignages de l'époque, il semble plus vraisemblable que la tapisserie de Bayeux fait référence à la comète de Halley.
On en trouve également mention en Chine, au Japon, en Égypte, en Irak ou en Amérique du Nord, sur une pierre gravée par les Amérindiens Hohokams et découverte en 2006 dans le parc régional de White Tank Mountain (en) en Arizona[réf. obsolète].

## Son rémanent identifié

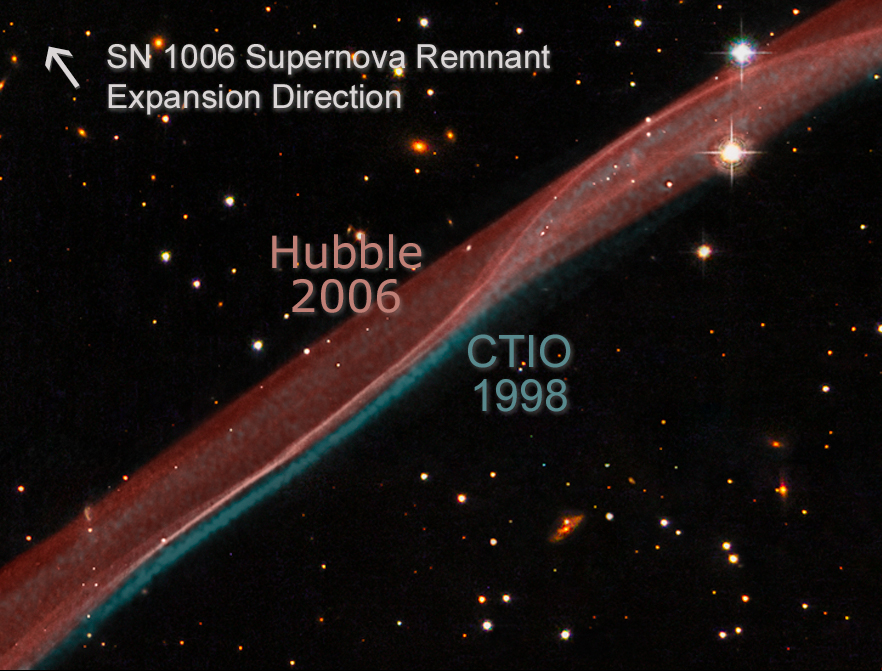
Une petite partie du rémanent de SN 1006.

La supernova a été observée au voisinage de l'étoile β Lupi, dans la constellation du Loup. Le reste de la supernova n'a été identifié qu'en 1965 avec la mise en évidence par les radioastronomes Francis F. Gardner et Douglas K. Milne que la radiosource PKS 1459-41, proche de β Lupi, a la forme d'une coquille circulaire de 30 minutes d'arc de diamètre. Sa distance est estimée à environ 7 100 années-lumière. Il a également été beaucoup étudié dans le domaine des rayons X et des rayons gamma, notamment pour mieux comprendre certains des mécanismes d'accélération des rayons cosmiques.